# Pays du Vignoble nantais
Cet article concerne la structure administrative intercommunale et la division du Pays de Bretagne. Pour le vignoble nantais, voir Vignoble de la vallée de la Loire#Vignobles nantais.
Le pays du Vignoble nantais (en gallo : Le Vignaod), est un pays, au sens aménagement du territoire, situé au sud-est de la Loire-Atlantique. Il est limitrophe avec le Maine-et-Loire à l'est et la Vendée au sud.
Son territoire est celui d'un pays traditionnel de Bretagne, subdivision du Pays Nantais.
L'appellation « Vignoble nantais » (ou localement « Le Vignoble ») est en grande partie dû à la notoriété et au pouvoir évocateur de sa production viticole, comme le Muscadet (notamment le Muscadet-sèvre-et-maine) et le gros-plant.

## Territoire
Le « syndicat mixte du SCoT et du Pays du Vignoble Nantais » assure la promotion de 27 communes de la région, regroupées dans 2 structures intercommunales :
- communauté d'agglomération Clisson Sèvre et Maine Agglo (16 communes ; 309,56 km2 ; 58 933 habitants en 2022) ;
- communauté de communes Sèvre et Loire (11 communes ; 276,17 km2 ; 51 148 habitants en 2022).

Selon la loi du 25 juin 1999 d'orientation pour l'aménagement et le développement durable du territoire, le « Pays du Vignoble nantais » ne comptait que 24 communes, pour 63 431 habitants lors de sa promulgation.

## Histoire

Drapeau du Vignoble Nantais

### Projets de fusion
Depuis le début des années 2010, les élus locaux avaient envisagés la fusions des quatre communautés de communes au sein d'une seule intercommunalité dont la mise en place devait être effective au plus tard pour le 1er janvier 2014. Le 27 juin 2013, ce projet de fusion a été rejeté à la suite d'un vote des vingt-huit conseils municipaux concernés.
Cependant, ce rejet n'a pas entamé la volonté de regroupement des intercommunalités avant le 1er janvier 2017, ainsi la communauté de communes Sèvre, Maine et Goulaine et la communauté de communes de la vallée de Clisson envisage leur fusion au sein d'une communauté d'agglomération, tandis que la communauté de communes de Vallet et la communauté de communes Loire-Divatte souhaitent leur fusion au sein d'une communauté de communes unique.
De plus, certaines communes (notamment au sein d'une même intercommunalité) ont engagé une réflexion devant aboutir à un processus de fusion au sein d'une commune nouvelle.
Ainsi, un nouveau projet est évoqué à l'automne 2014, cette fois-ci pour réunir les six communes de la communauté de communes Loire-Divatte en une seule entité communale qui avec près de 148 km2, aurait été alors la plus vaste du département. Cependant, cette éventualité ne semble pas faire l'unanimité parmi les élus concernés. Néanmoins, depuis mars 2015, au sein de cette intercommunalité, une réflexion sur une fusion de communes limitée seulement à La Chapelle-Basse-Mer et Barbechat a débouché sur la création de la commune de Divatte-sur-Loire
Un second projet de fusion de communes est dévoilé au printemps 2015 associant les six communes de la communauté de communes de Vallet et celle de La Remaudière (membre de la communauté Loire-Divatte). Celle-ci aurait totalisée 22 000 habitants pour un territoire d'environ 143 km2. Mais cette éventualité a elle aussi été rejetée. Depuis, Vallet et La Remaudière étudient une fusion limitée à leur commune.
Un troisième projet portant également sur la fusion entre les communes de Château-Thébaud et Saint-Fiacre-sur-Maine a été finalement abandonné.
Ces projets auraient pour but d'abaisser les charges financières liées à la gestion communale et de limiter la baisse des dotations de l'État,.
Progressivement vidé de ses missions au profit des intercommunalités ou de l'office du tourisme devenu une société publique locale, le Pays sera dissout fin 2025.

## Géographie
La région située sur la rive Sud de la Loire, entre l'agglomération nantaise et le Maine-et-Loire, descendant jusqu'aux confins de la Vendée, est essentiellement formée de coteaux qui ont favorisé la culture de la vigne (représentant un quart de la superficie totale du territoire). Elle est principalement arrosée par deux rivières : la Sèvre Nantaise et son affluent la Maine qui, comme la plupart des cours d'eau du pays (la Divatte, la Moine, Logne…) forment de petites vallées.
Le marais de Goulaine qui constitue avec ses 2 000 hectares, l'autre zone humide d'importance du Vignoble nantais est classé et inclus, tout comme la Loire, dans le réseau européen Natura 2000,.

## Démographie
L'ensemble des 30 communes du territoire totalise environ 112 000 habitants dans une structure essentiellement rurale.
Vertou, ville de la banlieue nantaise déjà très urbanisée, est de loin la plus peuplée avec plus de 21 000 habitants.
Clisson, Vallet, Basse-Goulaine, Haute-Goulaine, Saint-Julien-de-Concelles ou Le Loroux-Bottereau sont les autres communes importantes du vignoble totalisant entre 5 000 et presque 10 000 habitants.

## Économie
Le nom de « Vignoble nantais » caractérise principalement l'activité viticole dont le sol majoritairement granitique et schisteux, comme aux alentours de Saint-Fiacre-sur-Maine et argileux comme à Vallet a favorisé la production de Muscadet dont elle constitue une part essentielle de la production (les deux tiers) avec l’appellation locale muscadet-sèvre-et-maine produit dans 21 communes du pays, ainsi que le Gros plant.
Cependant, l'activité maraîchère et horticole, concentrée sur les bords sablonneux de la Loire, constitue une partie non négligeable de l'activité économique du « vignoble », notamment depuis les années 1930-1950. Les principales productions : la mâche, le poireau, la tomate, le concombre, le radis, et bien sûr le muguet de mai y sont cultivés souvent sous serre. Le premier producteur français de plants maraîchers pour professionnels, la société « René Briand » est également implanté en bord de Loire, à Saint-Julien-de-Concelles.
La présence de l'industrie agroalimentaire y est aussi importante, notamment à la périphérie plus ou moins proche de Nantes, axée principalement sur la production biscuitière avec la Biscuiterie nantaise à Vertou et LU à La Haie-Fouassière.

## Tourisme
Le patrimoine architectural du « Vignoble nantais » est particulièrement riche et varié. C'est pourquoi, le Pays du Vignoble nantais appartient au réseau des Villes et pays d'art et d'histoire, animé par le ministère de la Culture et les collectivités territoriales, et qui rassemblent les villes et pays soucieux de préserver et de promouvoir leur patrimoine.
Ainsi, la ville de Clisson, surnommée l'Italienne en raison de son architecture inspirée du modèle Toscan, est avec son château, l'un des exemples les plus significatifs, tout comme le château de Goulaine réputé pour sa papillonneraie, créé en 1983 par le marquis Robert de Goulaine (1933-2010).
Le Pallet, ville natale du philosophe et théologien Pierre Abélard, présente les ruines imposantes d'un donjon carré de style roman réputé pour être le plus ancien de l'ouest de la France. La commune abrite également le Musée du Vignoble Nantais créé en 1995 qui consacre ses collections regroupant 450 objets divers liés à la culture de la vigne et la production de vin dans la région.
L'espace zoologique de La Boissière-du-Doré implanté dans une châtaigneraie de 19 hectares présente plus de 500 animaux et constitue une référence en matière de sauvegarde d'espèce menacées dans le cadre des Programmes européen d'élevage.